# Охматівська сільська рада
Охма́тівська сільська́ ра́да — колишня адміністративно-територіальна одиниця та орган місцевого самоврядування в Жашківському районі Черкаської області. Адміністративний центр — село Охматів.

## Загальні відомості
- Населення ради: 877 осіб (станом на 2001 рік)

## Населені пункти
Сільській раді були підпорядковані населені пункти:
- с. Охматів

## Склад ради
Рада складалась з 12 депутатів та голови.
- Голова ради: Лучка Володимир Петрович
- Секретар ради: Васильченко Катерина Василівна

### Депутати
За результатами місцевих виборів 2010 року депутатами ради стали:

#### За суб'єктами висування
| Суб'єкт висування                                       | Кількість обраних депутатів | %    |
| ------------------------------------------------------- | --------------------------- | ---- |
| Самовисування                                           | 6                           | 50   |
| Партія регіонів                                         | 5                           | 41,7 |
| Політична партія Всеукраїнське об'єднання «Батьківщина» | 1                           | 8,3  |

#### За округами
| № округу                                                | Прізвище, ім'я, по батькові    | Дата визнання обраним | Освіта  | Партійна приналежність                        | Відомості про обраного депутата                          |
| ------------------------------------------------------- | ------------------------------ | --------------------- | ------- | --------------------------------------------- | -------------------------------------------------------- |
| Партія регіонів                                         |                                |                       |         |                                               |                                                          |
| 2                                                       | Лучка Вадим Олексійович        | 03.11.2010            | середня | позапартійний                                 | ТОВ «Єдність», водій                                     |
| 3                                                       | Бевзюк Леся Миколаївна         | 03.11.2010            | вища    | позапартійна                                  | Охматівська сільська рада, головний бухгалтер            |
| 4                                                       | Недобой Сергій Васильович      | 03.11.2010            | вища    | позапартійний                                 | ТОВ «Єдність», агроном                                   |
| 6                                                       | Махиня Ніна Іванівна           | 03.11.2010            | середня | позапартійна                                  | пенсіонер                                                |
| 7                                                       | Васильченко Катерина Василівна | 03.11.2010            | середня | позапартійна                                  | Охматівська сільська рада, секретар с/ради               |
| Політична партія Всеукраїнське об'єднання «Батьківщина» |                                |                       |         |                                               |                                                          |
| 1                                                       | Коструба Лідія Павлівна        | 03.11.2010            | вища    | член Всеукраїнського об'єднання «Батьківщина» | Вороненська сільська рада, спеціаліст землевпорядник     |
| Самовисування                                           |                                |                       |         |                                               |                                                          |
| 5                                                       | Мельниченко Любов Василівна    | 03.11.2010            | середня | позапартійна                                  | Охматівська сільська рада, спеціаліст землевпорядник     |
| 8                                                       | Колісник Леонід Олексійович    | 03.11.2010            | середня | позапартійний                                 | тимчасово не працює                                      |
| 9                                                       | Вікторук Вікторія Миколаївна   | 03.11.2010            | вища    | позапартійна                                  | ПТУ № 31 смт Буки, заступник з навчально-наукової роботи |
| 10                                                      | Проценко Анатолій Дмитрович    | 03.11.2010            | середня | позапартійний                                 | Охоронна фірма «Альфа-сервіс», охоронник                 |
| 11                                                      | Бекало Микола Олександрович    | 03.11.2010            | середня | позапартійний                                 | пенсіонер                                                |
| 12                                                      | Кравченко Галина Іванівна      | 03.11.2010            | середня | позапартійна                                  | ДДУ «Берізка», завідувачка                               |